# 도기 배모양 명기
도기 배모양 명기(陶器 舟形 明器)는 서울특별시 용산구 삼성미술관 리움에 있는 가야시대(5∼6세기)의 토기이다. 1971년 12월 21일 대한민국의 보물 제555호로 지정되었다.

## 개요
도기 배모양 명기(陶器 舟形 明器)는 배 모양을 본 뜬 토기이다. 높이 9.1㎝, 길이 27.9㎝의 크기로 지금까지 출토된 다른 것들에 비하면 긴 편이고 바닥 또한 수평으로 길다.
전체의 모양은 거의 좌우 대칭이다. 양쪽 배 끝 부분은 길게 연장되다가 끝이 높게 들려서 반원형을 이루었다. 반원형 부분에는 구멍이 2개씩 있으며, 배 끝 부분은 거의 다 부러졌지만 노를 걸었던 꼭지가 여러 개 달려있다. 배 안에는 좌우로 앉을 자리를 마련하고, 3곳에 칸막이가 있어서 사공이 앉아 노를 저을 수 있도록 되어 있다. 배 좌우 바깥 측면에는 지그재그형으로 반복된 점선이 전체에 새겨져 있다. 어두운 녹갈색의 자연 유약이 선체의 양면에 일부 씌워져 있다.
이 배 모양의 토기는 죽은 사람의 영혼을 저승으로 운반하는 신앙의 표현으로, 무덤 속에 묻었던 의식용 그릇의 하나이다.
5∼6세기경의 작품으로 추정되며 출토지를 알 수 없으나, 고대 선박 연구에 중요한 자료가 될 것이다.

## 참고 자료
- 도기 배모양 명기 - 국가유산청 국가유산포털